# Mary Russell Mitford
Pour les articles homonymes, voir Mitford.
Œuvres principales
- Our Village (1824)

Mary Russell Mitford, née le 16 décembre 1787 à New Alresford et morte le 10 janvier 1855 à Swallowfield, est une romancière anglaise.

## Biographie
Elle commence par publier un recueil de poèmes puis écrit une tragédie, Julian, en 1816. Ce livre devient le premier volume d'une œuvre plus large Our Village qui comptera cinq volumes, le dernier étant écrit en 1832. Elle a également écrit Rienzi en 1828, Belford Regis en 1835, Foscari, Atherton and other Tales en 1852 et Recollections of a Literary Life peu avant sa mort.